# Nicolasia
Nicolasia là một chi thực vật có hoa trong họ Cúc (Asteraceae).

## Loài
Chi Nicolasia gồm các loài: